# Ljusdals kommun
61°50′N 16°05′Ø / 61.833°N 16.083°Ø
Ljusdals kommun ligger i landskaperne Hälsingland og Dalarna i det svenske län Gävleborgs län. Den er den arealmæssigt 20. største kommune i Sverige, og dens administrationscenter ligger i byen Ljusdal.
I den vestlige del af kommunen ligger Hamra Nationalpark, og floden Ljusnan løber gennem kommunen.

## Byer
Ljusdal kommune havde i 2005 otte byer.
Indbyggere pr. 31. december 2005.
| #  | By       | Indbyggere |
| -- | -------- | ---------- |
| 1. | Ljusdal  | 6.100      |
| 2. | Järvsö   | 1.385      |
| 3. | Färila   | 1.351      |
| 4. | Tallåsen | 608        |
| 5. | Nore     | 409        |
| 6. | Los      | 403        |
| 7. | Lillhaga | 371        |
| 8. | Hybo     | 262        |

## Eksterne kilder og henvisninger
- Wikimedia Commons har flere filer relateret til Ljusdals kommun
- ”Kommunarealer den 1. januar 2012” (Excel). Statistiska centralbyrån.
- ”Folkmängd i riket, län och kommuner 30 juni 2012”. Statistiska centralbyrån.